# Paroy-en-Othe
Paroy-en-Othe ist eine französische Gemeinde mit 154 Einwohnern (Stand: 1. Januar 2022) im Département Yonne in der Region Bourgogne-Franche-Comté (vor 2016 Bourgogne); sie gehört zum Arrondissement Auxerre und zum Kanton Brienon-sur-Armançon. Die Einwohner werden Paroytats genannt.

## Geographie
Paroy-en-Othe liegt etwa 24 Kilometer nordnordöstlich von Auxerre. Umgeben wird Paroy-en-Othe von den Nachbargemeinden Bellechaume im Norden und Osten, Brienon-sur-Armançon im Süden und Osten sowie Esnon im Westen und Südwesten.

## Geschichte
Zwischen 1972 und 2003 war Paroy-en-Othe Teil der Nachbargemeinde Brienon-sur-Armançon.

## Bevölkerungsentwicklung
| Jahr                      | 1962 | 1968 | 1975  | 1982  | 1990  | 1999  | 2006 | 2013 |
| Einwohner                 | 165  | 163  | (134) | (144) | (154) | (163) | 202  | 203  |
| Quelle: Cassini und INSEE |      |      |       |       |       |       |      |      |

## Sehenswürdigkeiten
- Kirche Saint-Pierre